# Ágios Athanásios (ort i Grekland, Thessalien, Nomós Magnisías)
Ágios Athanásios (Agios Athanasios) är en ort i Grekland.   Den ligger i prefekturen Nomós Magnisías och regionen Thessalien, i den centrala delen av landet, 160 km norr om huvudstaden Aten. Ágios Athanásios ligger 182 meter över havet och antalet invånare är 111.
Terrängen runt Ágios Athanásios är varierad. Havet är nära Ágios Athanásios åt sydväst.  Närmaste större samhälle är Volos, 17,0 km väster om Ágios Athanásios. 